# Shazam! (seriál)
Shazam! je americký fantastický televizní seriál natočený na motivy komiksu o Captainu Marvelovi vydavatelství DC Comics. Premiérově byl vysílán v letech 1974–1976. Ve třech řadách vzniklo celkem 28 dílů – první série měla 15 epizod, druhá sedm dílů a poslední šest epizod. Seriál byl na DVD vydán v roce 2012.
Postava Captaina Marvela se třikrát objevila také v souběžně vysílaném seriálu Isis, naopak postava Isis třikrát hostuje v seriálu Shazam!

## Příběh
Hlavním hrdinou je dospívající Billy Batson, který získal nadlidské schopnosti a po vyslovení magického slova „Shazam!“ se stane superhrdinou Captainem Marvelem. Společně se svým průvodcem Mentorem cestuje v obytném voze po Kalifornii a pomáhá lidem.

## Obsazení
- Michael Gray jako Billy Batson
- Les Tremayne jako Mentor
- Jackson Bostwick jako Captain Marvel (1. a 2. řada)
- John Davey jako Captain Marvel (2. a 3. řada)